# Juri Krakowezki
Juri Olegowitsch Krakowezki (russisch Юрий Олегович Краковецкий; engl. Transkription Iurii Krakovetskii; * 27. August 1992 in Bischkek) ist ein kirgisischer Judoka, der bei Asienmeisterschaften zwei Silber- und zwei Bronzemedaillen gewann.

## Sportliche Karriere
Der 1,80 m große Krakowezki tritt im Schwergewicht an, der Gewichtsklasse über 100 Kilogramm. Er war 2009, 2010 und 2011 Dritter der U20-Asienmeisterschaften. 2010, 2011 und 2013 war er kirgisischer Landesmeister. Bei den Asienspielen belegte er 2010 den siebten Platz. 2011 belegte er bei den Asienmeisterschaften den fünften Platz, 2012 war er Siebter. Bei den Olympischen Spielen 2012 in London verlor er seinen ersten Kampf gegen den Rumänen Vlăduț Simionescu.
2013 erreichte Krakowezki das Finale der Asienmeisterschaften in Bangkok und unterlag dort dem Japaner Gaku Fujii. Bei der Universiade belegte er 2013 den fünften Platz. 2014 belegte er den siebten Platz bei den Weltmeisterschaften und den fünften Platz bei den Asienspielen. Bei den Asienmeisterschaften 2015 in Kuwait erreichte er wie 2013 das Finale, diesmal unterlag er dem Usbeken Abdullo Tangriyev. 
2016 fanden die Asienmeisterschaften in Taschkent statt, Krakowezki verlor im Halbfinale gegen Tangriev, gewann aber durch einen Sieg über den Südkoreaner Kim Sung-min die Bronzemedaille. Bei den Olympischen Spielen 2016 in Rio de Janeiro gewann der Kirgise seine ersten beiden Kämpfe gegen den Deutschen André Breitbarth und den Ukrainer Jakiw Chammo, im Viertelfinale unterlag er gegen Tangriev. Nach einer weiteren Niederlage in der Hoffnungsrunde gegen den Kubaner Álex García belegte er den siebten Platz. 
2017 gewann Krakowezki in Hongkong seine vierte Medaille bei Asienmeisterschaften. Nach seiner Halbfinalniederlage gegen Kim Sung-min bezwang er im Kampf um die Bronzemedaille den Kasachen Yelaman Yergaliyev.
Krakowezki belegte dreimal den dritten Platz bei Weltcupturnieren oder offenen Kontinentalmeisterschaften: 2012 in Ulaanbaatar, 2015 in Misk und 2016 in Prag.